# Jules Faesch
Jules Faesch (* 23. April 1833 in Genf; † 14. März 1895 in Menton an der Côte d’Azur) war ein Schweizer Ingenieur.

## Leben
Jules Faesch erwarb sein Ingenieurdiplom in Paris an der Ecole centrale des arts et manufactures und trat als Angestellter in die Firma Weibel, Briquet & Cie. ein. Das Unternehmen stellte Heizungen und Kanonenöfen her. Nach dem Tod des Teilhabers Weibel im Jahre 1886 wird Faesch zusammen mit Paul Piccard selber Teilhaber am Unternehmen, das nun unter Faesch et Piccard firmiert. 
Im selben Jahr wird in Genf die Usine Force Motrice in Betrieb genommen, welche die Energie für die Uhrmacherbetriebe in der Stadt mit einer Druckwasserversorgung verteilte. Für die Umwandlung der Energie des Druckwassers in eine drehende Bewegung entwickelte das Unternehmen eine Wasserturbine. Damit die Drehzahl dieser Turbinen unabhängig von der benötigten Antriebsleistung war, entwickelte Paul Piccard einen hydraulischen Servomotor mit integriertem Lastregler. Diese Faesch-Piccard-Turbine leistete zwischen 50 und 70 PS und diente ab 1883 als Motor für den Antrieb von Arbeitsmaschinen in den Fabriken. Der Turbinenbau war so erfolgreich, dass der Heizungsbau verkauft wurde.
Der grösste Erfolg hatte die Firma, als sie gegen internationale Konkurrenz den Zuschlag für die Lieferung der Turbinen für die Edward Dean Adams Power Plant an den Niagarafällen erhielt. Es war dies das erste Grosskraftwerk der Welt. Die Fourneyron-Turbinen mit einer Leistung von 5000 PS wurden nach Zeichnungen aus Genf bei den I.P. Morris Eisenwerken in Philadelphia gefertigt, damit die Einfuhrzölle vermieden werden konnten; lediglich die Regler wurden aus der Schweiz geliefert.   
Von 1862 bis 1870 gehörte er dem Genfer Gemeinderat an. Als Angehöriger der Genietruppen war er 1863 bis 1866 am Bau der Straße über den Furkapass beteiligt (1871 Major).

## Familie
Jules Faeschs Eltern waren der Richter Alphonse François Faesch und Louise Elisabeth geb. Micheli. 1866 heiratete er Amélie de Senarclens, die Tochter von Henri Auguste Victor de Senarclens de Vufflens (1805–1858), dem Besitzer von Schloss Vufflens (Kanton Waadt, Schweiz) und seiner Frau Henriette Frédérique Macaire d’Hogguèr (1818–1890). Ihre Tochter, Marie Faesch (1867–1950), heiratete 1882 wiederum den Schweizer Sprachwissenschaftler Ferdinand de Saussure (1857–1913).